# Trapeang Prasat
Trapeang Prasat es uno de los cinco distritos que forman la provincia camboyana de Oddar Mean Chey, con una población estimada en marzo de 2008 de 32 606 habitantes. Está dividido en las siguientes  comunas (khum), que se muestran asimismo con población estimada de 2008:
- Bak Anlung 1,737
- Ou Svay 5,334
- Ph'av 4,126
- Preah Pralay 2,852
- Trapeang Prasat 15,302
- Tumnob Dach 3,255[1]